# Live (X Cert)
Live (X Cert) је живи албум британског састава Стренглерс објављен 1979 године. Појавио се на ЦД-у 2001 са две додатне ствари.

## Live (X Cert) (1979)
- -{Get A Grip (On Yourself)
- Dagenham Dave
- Burning Up Time
- Dead Ringer
- Hanging Around
- I Feel Like Wog
- Straighten Out
- Curfew
- Do You Wanna & Death And Night And Blood (Yukio)
- 5 Minutes
- Go Buddy Go}-